# 샴페인 칵테일

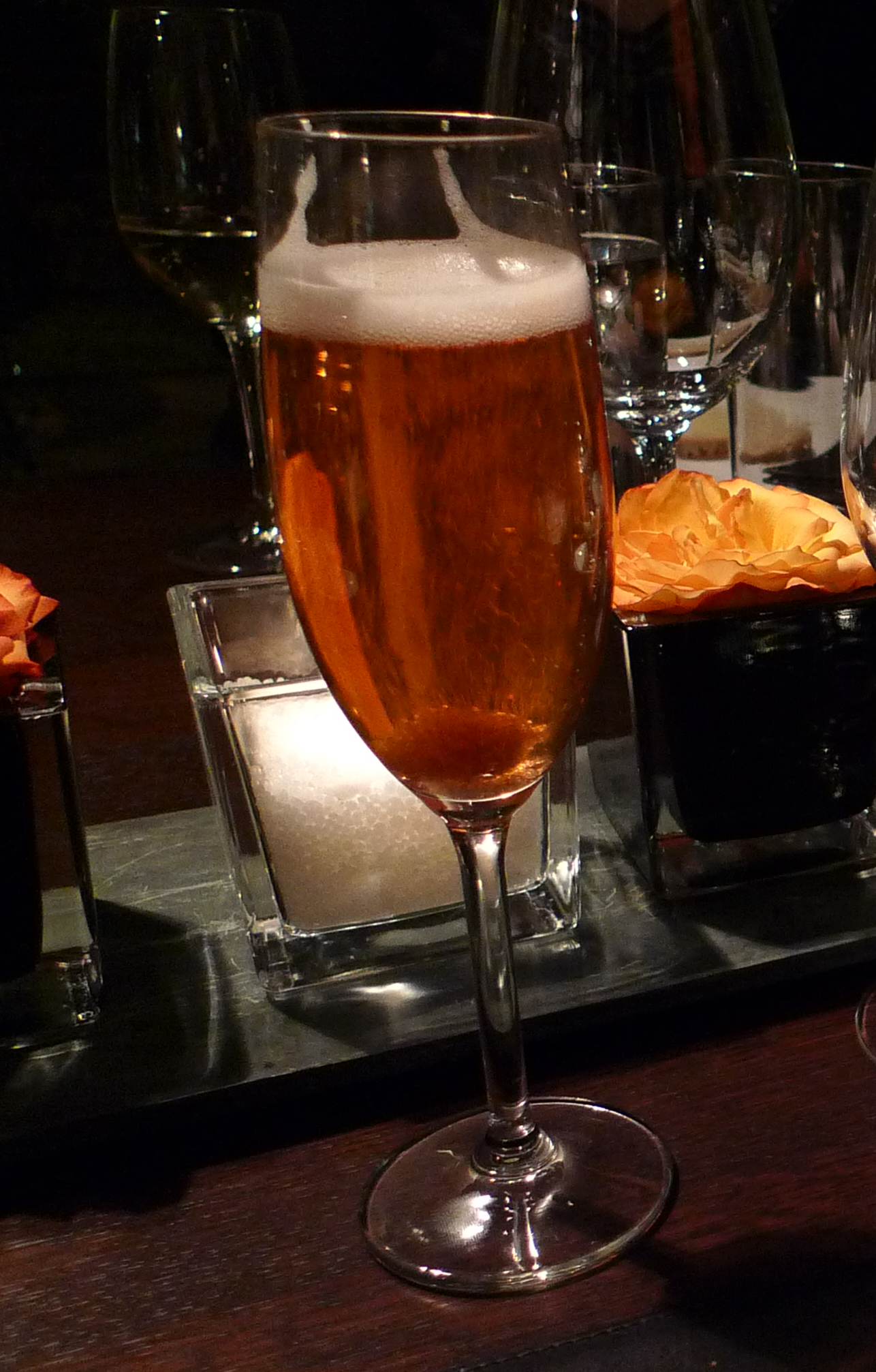

샴페인 칵테일(champagne cocktail)은 설탕, 앙고스투라 비터스, 샴페인, 브랜디, 마라스키노 체리로 만드는 술 칵테일이다. IBA 공식 칵테일들 가운데 하나이다.
이 칵테일의 조리법은 1862년의 "Professor" Jerry Thomas' Bon Vivant's Companion에 처음 등장하며 여기에는 브랜디나 꼬냑은 빠져있으며 클래식한 미국판으로 간주된다. 해리 존슨은 다른 과일을 섞어서 이 모델을 부활시킨 바텐더들 가운데 한 명이었다.